# Kurlaga
Kurlaga – kolonia wsi Cielęta, w Polsce, w województwie kujawsko-pomorskim, w powiecie brodnickim, w gminie Brodnica.
W latach 1975–1998 miejscowość położona była w województwie toruńskim.